# Kolonia Bujnów
Kolonia Bujnów – kolonia w Polsce położona w województwie łódzkim, w powiecie sieradzkim, w gminie Złoczew.
Miejscowość wchodzi w skład sołectwa Bujnów.

## Historia
W latach 1975–1998 miejscowość administracyjnie należała do województwa sieradzkiego.
Nazwa z nadanym identyfikatorem SIMC występuje w zestawieniach archiwalnych TERYT z 1999 roku.
Miejscowość występowała wcześniej pod nazwą Bujnów-Kolonia z nadanym identyfikatorem SIMC 0722302, ale została zniesiona. Nowa nazwa miejscowości ustalona z  2023 r.
Do 2024 r. miejscowość była częścią wsi Bujnów.